# Bitter CD
Pour les articles homonymes, voir Bitter.
 (novembre 2012).
Si vous disposez d'ouvrages ou d'articles de référence ou si vous connaissez des sites web de qualité traitant du thème abordé ici, merci de compléter l'article en donnant les références utiles à sa vérifiabilité et en les liant à la section « Notes et références ».
Le Bitter CD est une voiture de la marque Opel en alliance avec Bitter.
Elle a été produite entre 1974 et 1979 en 395 exemplaires.

## Histoire
En 1969, Opel a présenté au Salon de l'automobile de Francfort, le prototype Style CD basé sur son modèle phare Diplomat (une grosse berline à propulsion arrière équipé d'un moteur V8 d'origine Chevrolet), mais raccourci. Le prototype reçoit un accueil favorable de la part du public et conduit la direction à envisager la possibilité de le produire en série. Les considérations économiques, toutefois, ont stoppé la mise en route du projet. L'année suivante, l'entreprise Frua présente son interprétation du modèle, sur le même châssis monocoque.
C'est de cette dernière version qu'Erich Bitter achète les droits de production, en confiant à Frua la tâche de la rendre pratique et industrialisable. Ainsi, en 1973, il présente l'élégant (mais la ressemblance avec la Maserati Ghibli est gênante) coupé fastback Bitter CD. Techniquement, le nouveau coupé est entièrement dérivé de  l'Opel Diplomat A, avec un raccourcissement. Avec le moteur V8 de 5,4 litres (nourri avec un gros carburateur Holley quadricorp) de 230cv, le CD conserve à l'arrière le pont De Dion, et la boîte automatique "Hydramatic" à 3 rapports. En alternative il y avait aussi un boîte manuelle à 4 rapports, issu de l'Opel Admiral.
L'intérieur, tout en faisant une large utilisation d'un grand nombre de composants (provenant principalement des modèles Opel), a été richement décorées de cuir (sièges, panneaux de porte et tableau de bord). 
Bitter n'a pas eu suffisamment de capital pour mettre en place sa propre usine pour l'assemblage du chassis à Stuttgart. La production est restée inchangée jusqu'en 1979. Il a été remplacé par le SC.

## Caractéristiques
- Moteur: V8
- Cylindrée: 5 354 cm3
- Puissance: 230 ch
- Poids: 1 750 kg

## Galerie

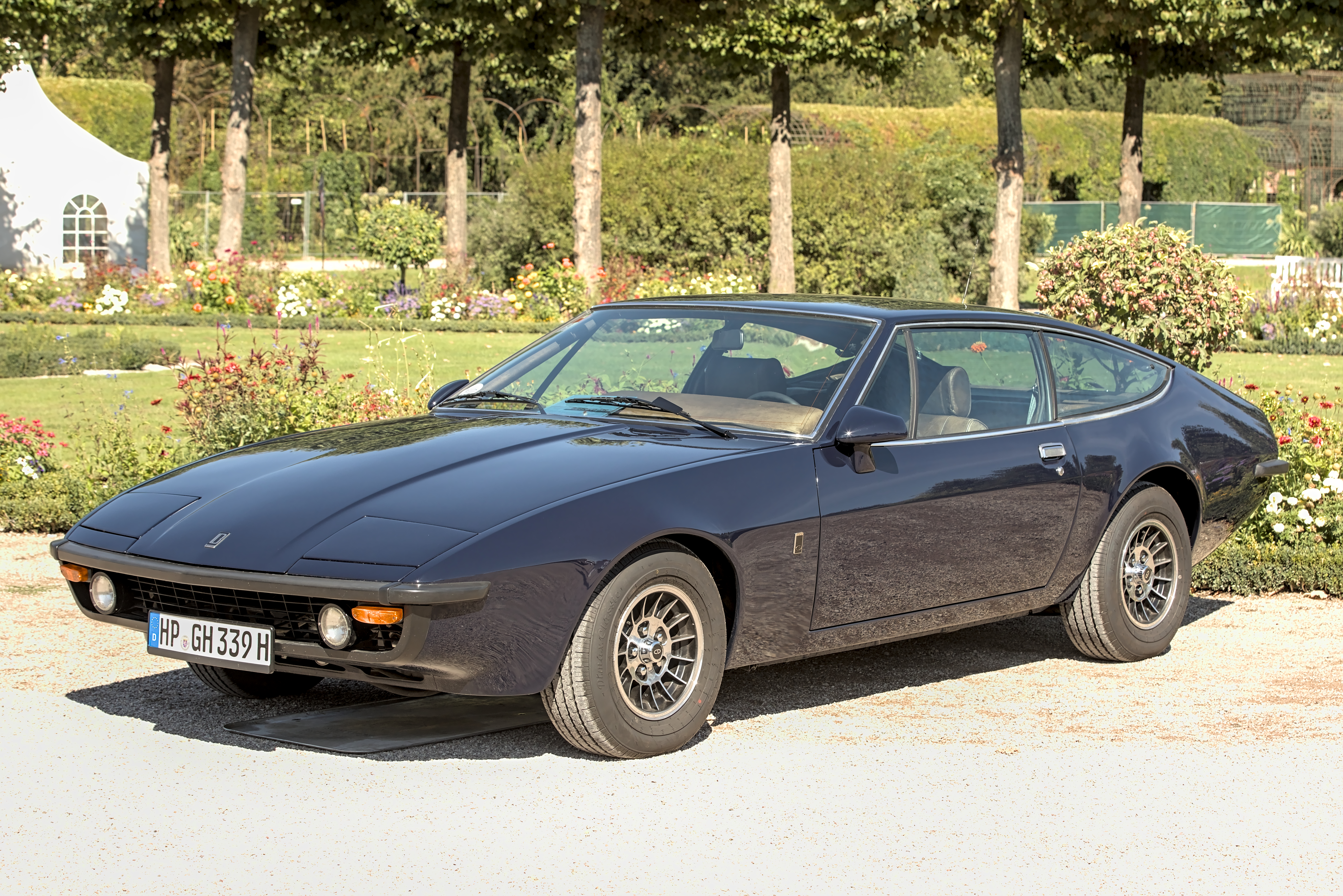
Un Bitter CD de face
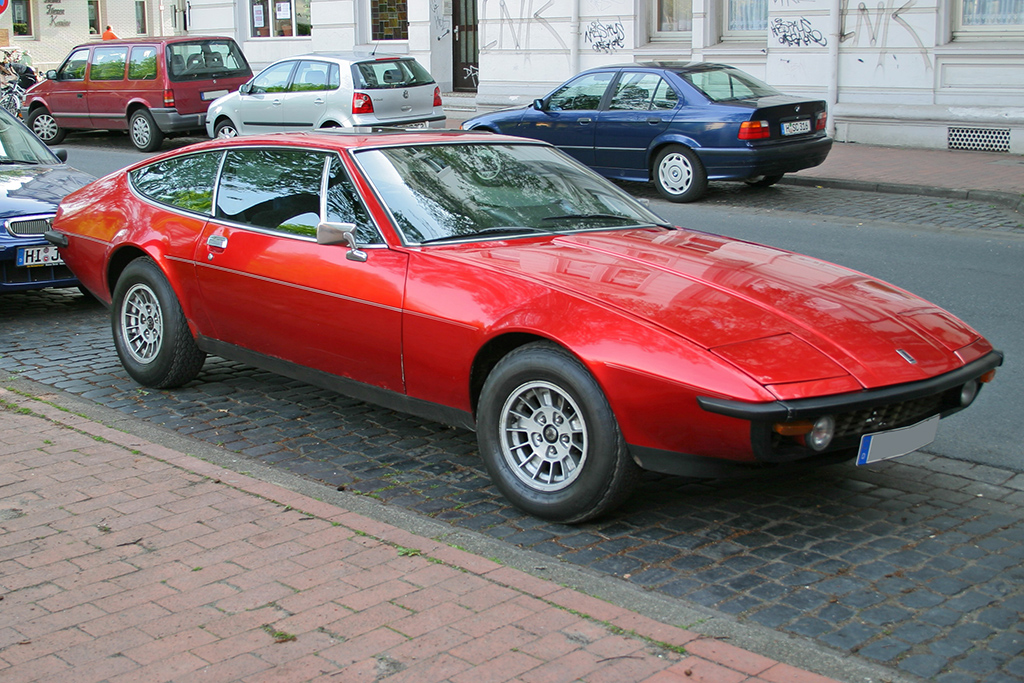
Bitter CD sst
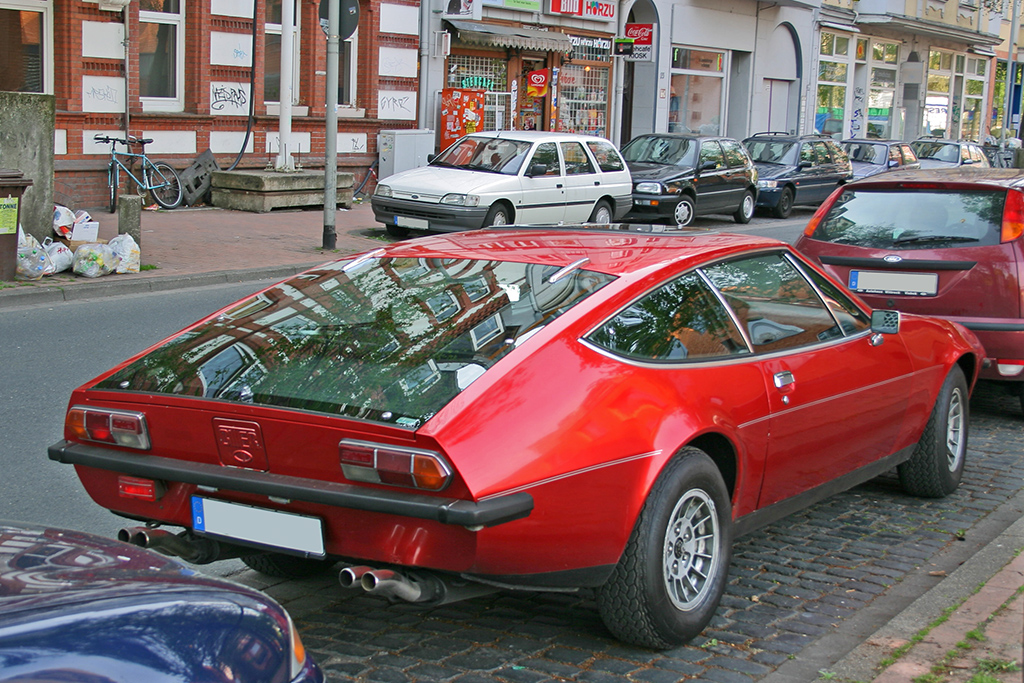
Idem vu de l'arrière